# Curvatrice
Una curvatrice è una macchina utensile a deformazione, simile ad una calandra, che ha la funzione di curvare sezioni allungate diritte, come sbarre metalliche e profilati metallici.

## Storia
La curvatrice è stata inventata agli inizi del novecento come un'attrezzatura rudimentale per la costruzione delle ruote per automobili ed ha subito continue trasformazioni che l'hanno resa una vera e propria macchina utensile adatta alla curvatura di qualsiasi sezione metallica più o meno complessa.

## Funzionamento
La curvatura avviene facendo traslare la sezione da lavorare attraverso tre rulli o quattro rulli la cui posizione crea interferenza. Maggiore è l'interferenza creata dalla posizione dei rulli, maggiore risulterà l'entità della curvatura della sezione allungata.
Si può dire che il raggio di curvatura risultante è inversamente proporzionale all'interferenza creata dai rulli al passaggio della sezione.
Le curvatrici a controllo numerico permettono la curvatura a raggio variabile, una lavorazione consentita dalla continua regolazione di almeno uno dei rulli durante il passaggio della barra.